# Tiesac
Tiesac (en francès Thiézac) és un municipi francès, situat a la regió d'Alvèrnia-Roine-Alps, al departament de Cantal.

## Referències

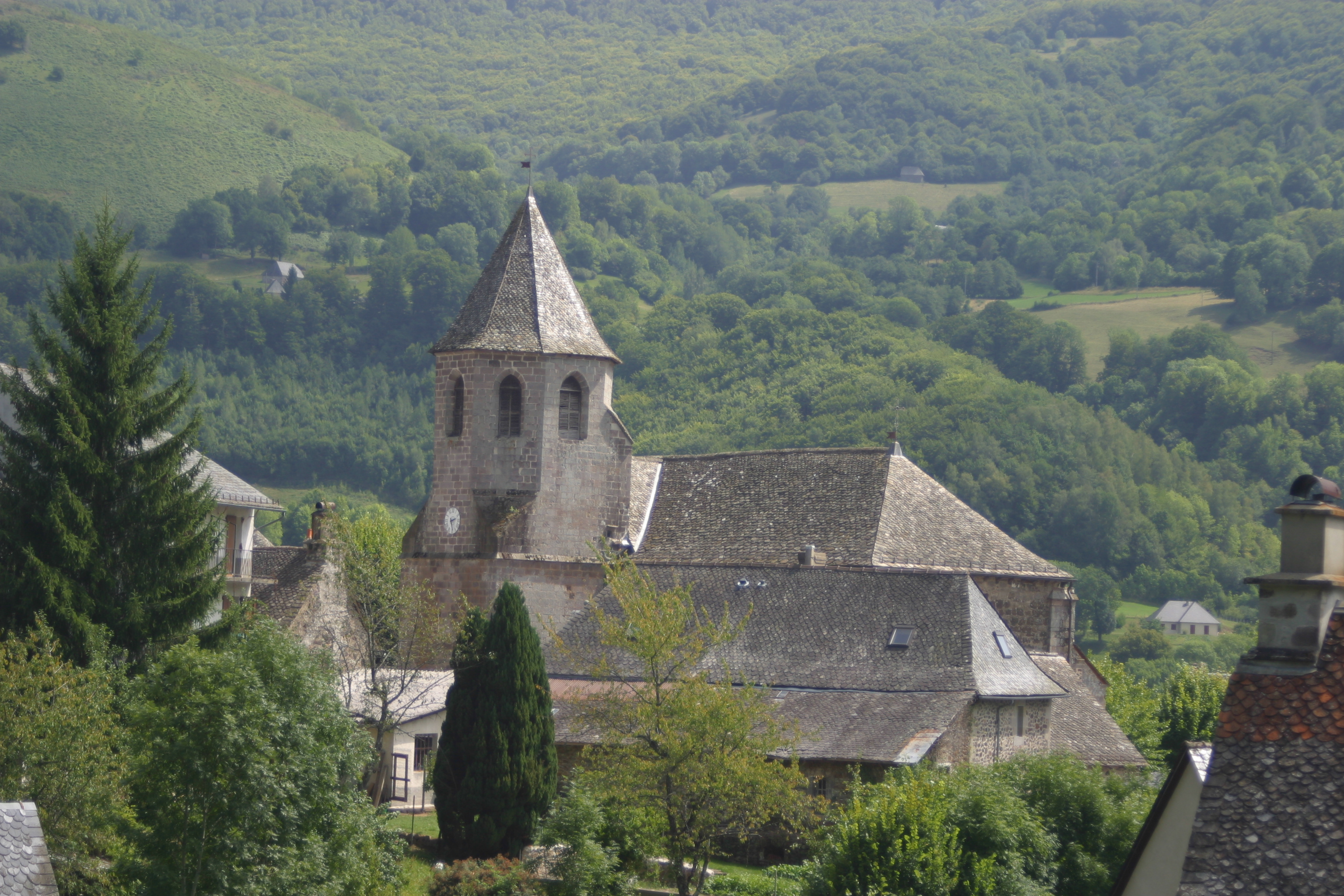
Església de Sant Martí

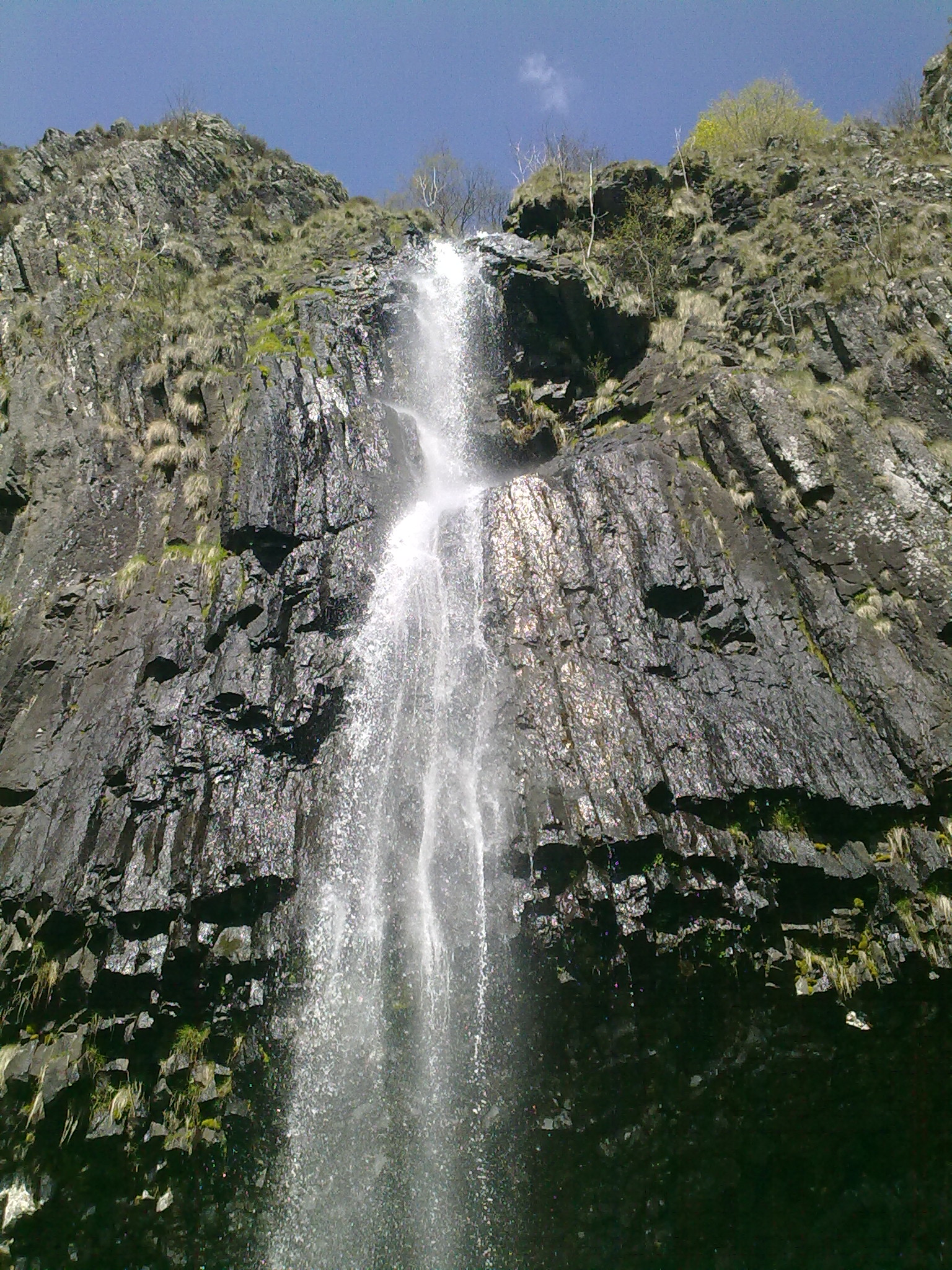
Cascada de Faillitoux

## Demografia
| 1962                                       | 1968  | 1975 | 1982 | 1990 | 1999 | 2006 |
| ------------------------------------------ | ----- | ---- | ---- | ---- | ---- | ---- |
| 1.073                                      | 1.010 | 789  | 742  | 693  | 614  | 600  |
| Des de 1962: població sense dobles comptes |       |      |      |      |      |      |

## Administració
| Període | Identitat         | Partit |
| ------- | ----------------- | ------ |
| 2003-   | Guillaume Laybros | PCF    |